# Немейски игри
Немейските игри са общогръцки празненства и състезания, провеждани на всеки 2 години в Немейската долина в Арголида, част от полиса Клеоне. Там е разположено светилището на Зевс Немейски, в чиято чест се уреждат игрите. Днешното градче Немея е селище в Пелопонес, демов център в ном Коринтия. До времето на поета Пиндар игрите се организират от жителите на Клеоне, но аргосците, чието влияние се разпростира над цял Пелопонес, ги изместват.

## Легенди за основаването на игрите
Според един от обяснителните митове, относно началото на традицията да се устройват Немейските игри, те са основани, като възпоминание за местния принц Офелт, а първите са били всъщност погребални игри в негова чест. Според легендата, той загива като бебе, след като е нападнат от огромна змия. Кърмачката му – Хипсипила,  дъщеря на лемноския цар Тоант – (пленница на баща му Ликург) го оставя на земята съвсем за кратко, колкото да се поразговори с войните от групата на Седемте срещу Тива и да ги снабди с вода, но това се оказва достатъчно за да умре повереното ѝ дете. То е преименувано посмъртно на Архемор, а гадателят Амфиарай измолва прошка от царица Евридика за злополучната робиня, обяснявайки че всичко това е послание от боговете, указващо предстоящата смърт на самите бойци, тръгнали срещу тиванците. Друг от тях, Адраст, я защитава от царя.
Произходът на игрите се свързва и с първия от Дванадесетте подвизи на Херкулес. Според легендата Херакъл убива в местните планини чудовищен лъв, известен като Немейски лъв и в чест на победата си над този звяр основава култ към бог Зевс и  състезания, явяващи се част от него.

## Състезания
По време на Немейските игри се провеждат предимно състезания по бягане, юмручен бой/бокс, хвърляне на диск и на копие, както и надбягване с колесници. Музикалните състезания са по-слабо разпространени. Състезателите се делят на три групи: момчета, младежи и възрастни. Първоначално наградата в игрите е маслинов венец, но по-късно той е заменен с венец от див керевиз (растението на скръбта). Както и в Олимпия, съдиите на състезанията носят името хеланодики. По време на игрите се преустановяват военните действия между гръцките племена и настъпва свещено примирие.